# حدبه (شادگان)
حدبه (شادگان)، روستایی از توابع بخش مرکزی شهرستان شادگان در استان خوزستان ایران است.

## جمعیت
این روستا در دهستان بوزی قرار دارد و براساس سرشماری مرکز آمار ایران در سال ۱۳۸۵، جمعیت آن ۲۷۲ نفر (۴۵خانوار) بوده‌است.